# St. Jakobi (Perleberg)

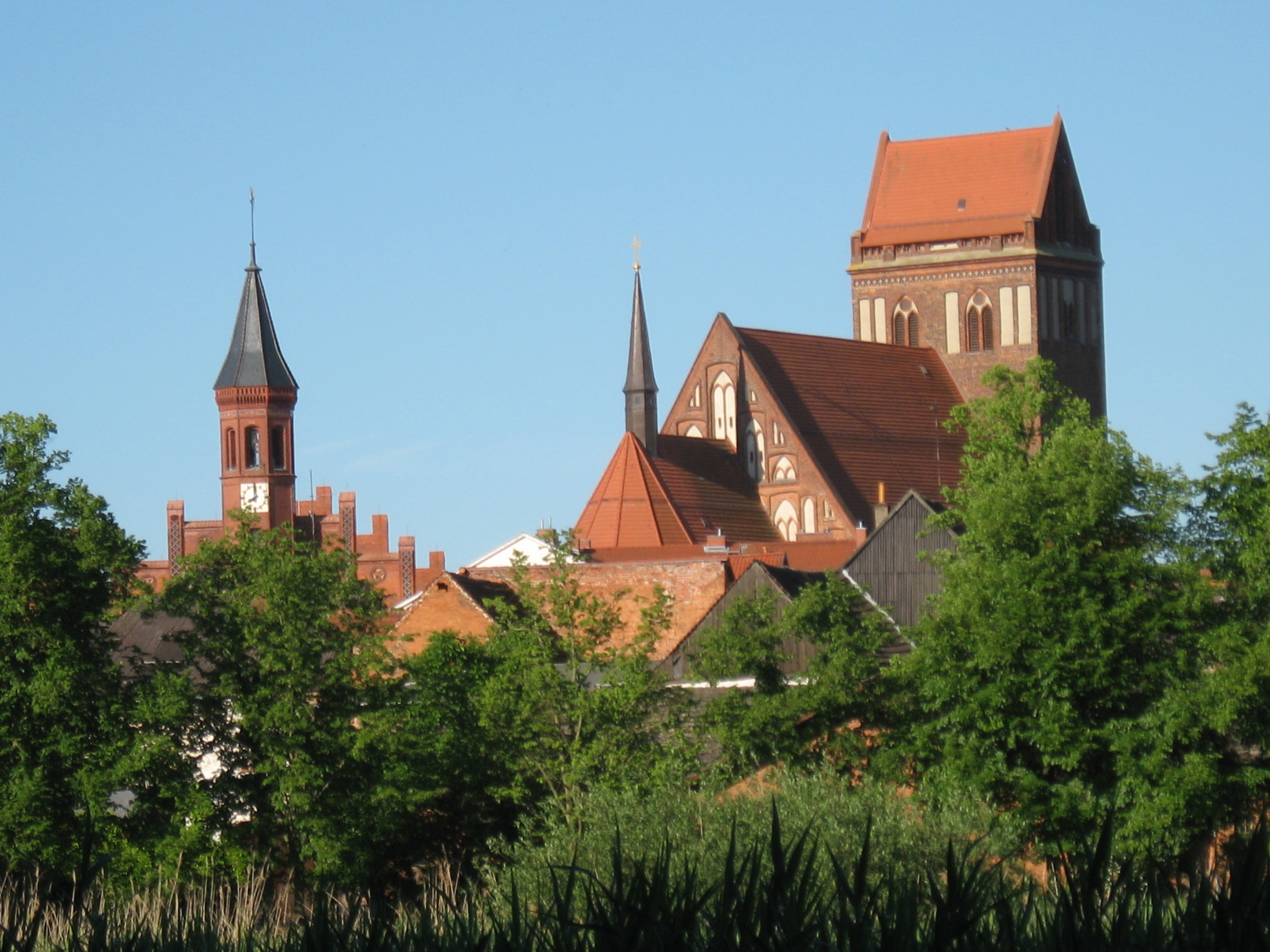
St. Jakobi heute (rechts)

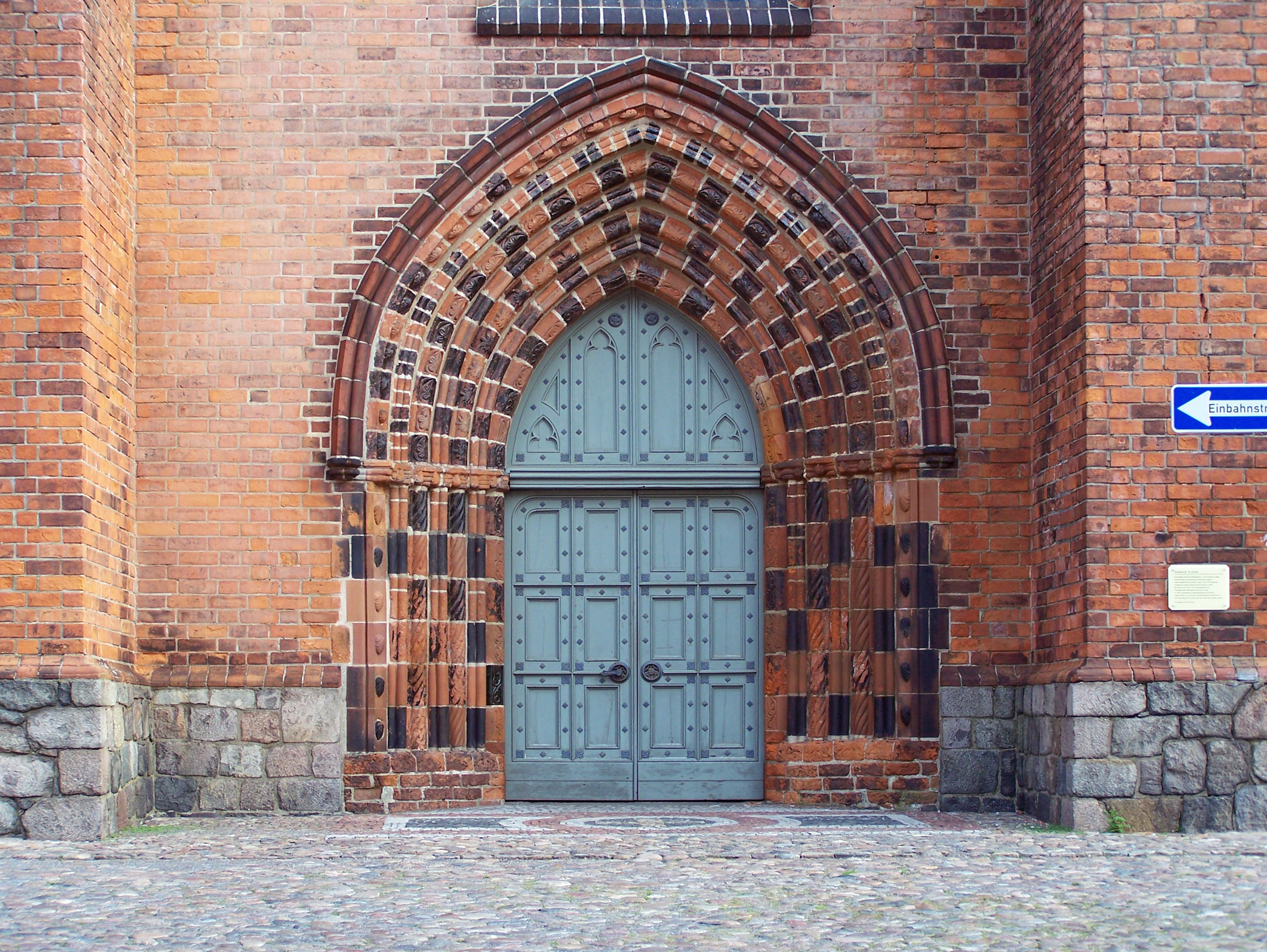
Südostportal

Sankt Jacobi (auch: Sankt Jakobi) ist die evangelische Stadtpfarrkirche von Perleberg, der Kreisstadt des Landkreises Prignitz in Brandenburg. Sie gehört zum Pfarrsprengel Perleberg im Kirchenkreis Prignitz der Evangelischen Kirche Berlin-Brandenburg-schlesische Oberlausitz.

## Geschichte
Über den Bau der St.-Jakobi-Kirche ist wenig bekannt. Fest steht, dass sie nach der im 18. Jahrhundert abgerissenen St.-Nikolai-Kirche errichtet wurde. Ihre ältesten Überreste sind der Turmsockel, die Ostwand mit Triumphbogen und die Fundamente des Chores, was den Schluss nahelegt, dass in der ersten Bauphase mit dem Turm und dem Chor jeweils in Feldstein-Mauerwerk begonnen wurde. Untersuchungen zu dem auffälligen Materialwechsel von Feldstein zu Backstein in der frühen Bauphase lassen für den Erstbau auf einen Zeitraum zwischen 1280 und 1290 schließen. Zum ersten Mal wird St. Jakobi in einer Stiftungsurkunde von 1294 erwähnt, in der ein Heinrich Normann „den beiden Kirchen zu Perleberg eine Hebung zu Wein und Oblaten“ schenkt. Nach Ablässen für die Kirche 1295 und 1321 stifteten im Jahr 1324 die Gewandschneider und 1332 die Mariengilde jeweils einen Altar. Die dreischiffige und vierjochige Backsteinhalle, deren Grundform zwischen 1320 und 1335 entstand, bekam ihr Dachwerk in den 1330er Jahren. Von den vier heutigen Portalen des Langhauses existierte ursprünglich nur das südwestliche, das auf der Nordseite ein Äquivalent besaß. Im 15. Jahrhundert wurde das Portal auf der Nordseite offensichtlich ersetzt und zwei neue kamen im Südosten und Nordosten hinzu. Der Anbau des Chores, bei dem es sich wahrscheinlich um einen Neubau auf den Grundresten eines älteren handelt, lässt sich auf die Jahre nach 1361 datieren (Inschrift an der äußeren Chornordwand).
Vermutlich in der ersten Hälfte des 15. Jahrhunderts erhöhte man den Kirchturm und errichtete das bis heute erhaltene Glockengeschoss. Im selben Jahrhundert wurden die dreibahnigen, spätgotischen Fenster eingebaut und manche Laibungen mit Motiven wie Apostelbildern versehen. Letztere wurden aber möglicherweise 1912 durch das Verputzen dieser Bauteile beseitigt. Weiterhin errichtete man im südlichen Bereich des Chores eine Sakristei und im nördlichen Bereich eine Marienkapelle, die jedoch zusammen mit Kapellenanbauten an der Nordseite des Langhauses durch Restauratoren nach 1850 entfernt wurden.
1517/1518 erhielt St. Jakobi vier Glocken, die der Rat der Stadt bei Glockengießmeister Heinrich von Kampen in Lübeck in Auftrag gegeben hatte: die Katharinenglocke bzw. Sonntagsglocke, die Apostelglocke (bereits 1537 nach Hamburg verkauft), die Schellglocke (1823 zersprungen und 1824 ersetzt) und die Marienglocke.

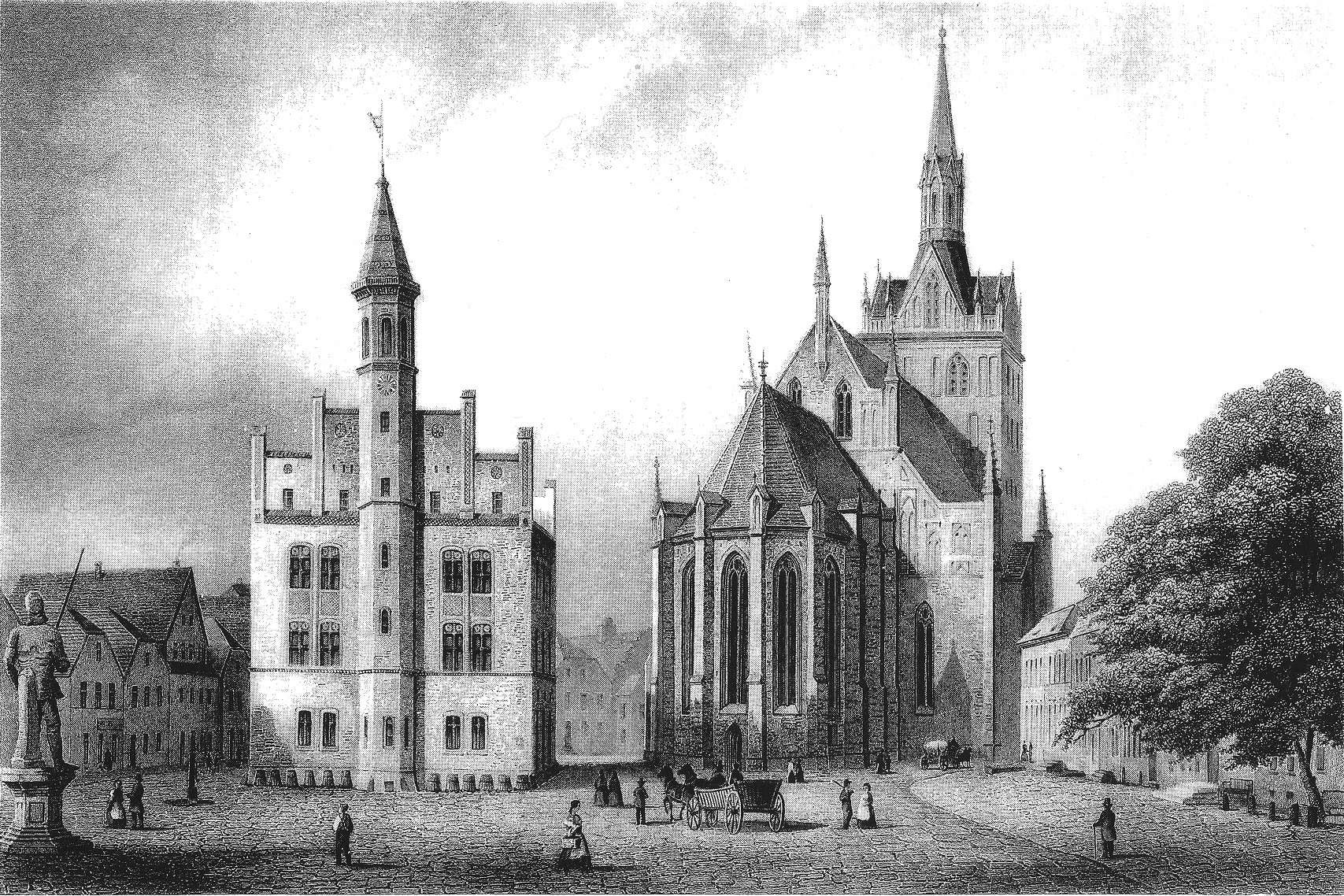
St. Jakobi (rechts) mit dreistufigem Kirchturm auf einem Stahlstich von Johann Poppel und Georg Michael Kurz von vor 1860

Während einer Visitation durch Bischof Daniel Amadeus Neander 1847 stellte man erhebliche bauliche und ästhetische Mängel fest. Man beauftragte in den 1850er Jahren den preußischen Baubeamten Friedrich August Stüler, das Innere und Äußere der Kirche zu restaurieren. Daher blieb von der ursprünglichen Architektur und der barocken Innenausstattung nicht viel erhalten. Stüler veranlasste u. a., im Chor und Turm jeweils ein Portal einzubauen, was die Portale an den Seiten des Langhauses überflüssig machte. Außerdem ersetzte er im Jahr 1854 das mit Fachwerktürmchen besetzte Walmdach durch ein Satteldach und eine dreistufige Turmspitze, sodass der Turm eine Höhe von etwa 80 m aufwies. Wie bereits im Jahr 1632 brannte der Kirchturm am 27. November 1916 erneut durch einen Blitzschlag ab. Die verlorene Turmspitze wurde durch ein Satteldach ersetzt, sodass die Höhe heute 49 m beträgt. Auch die fünf Bronzeglocken wurden bei dem Brand zerstört. Zu Beginn des 20. Jahrhunderts ließ man die heutigen Farbverglasungen einsetzen, die von dem Architekten Curt Steinberg, der auch für Restaurierungsarbeiten 1912/1913 verantwortlich war, entworfen und zum größten Teil von der Glasmalereiwerkstatt Gottfried Heinersdorff in Berlin ausgeführt wurden.

## Ausstattung

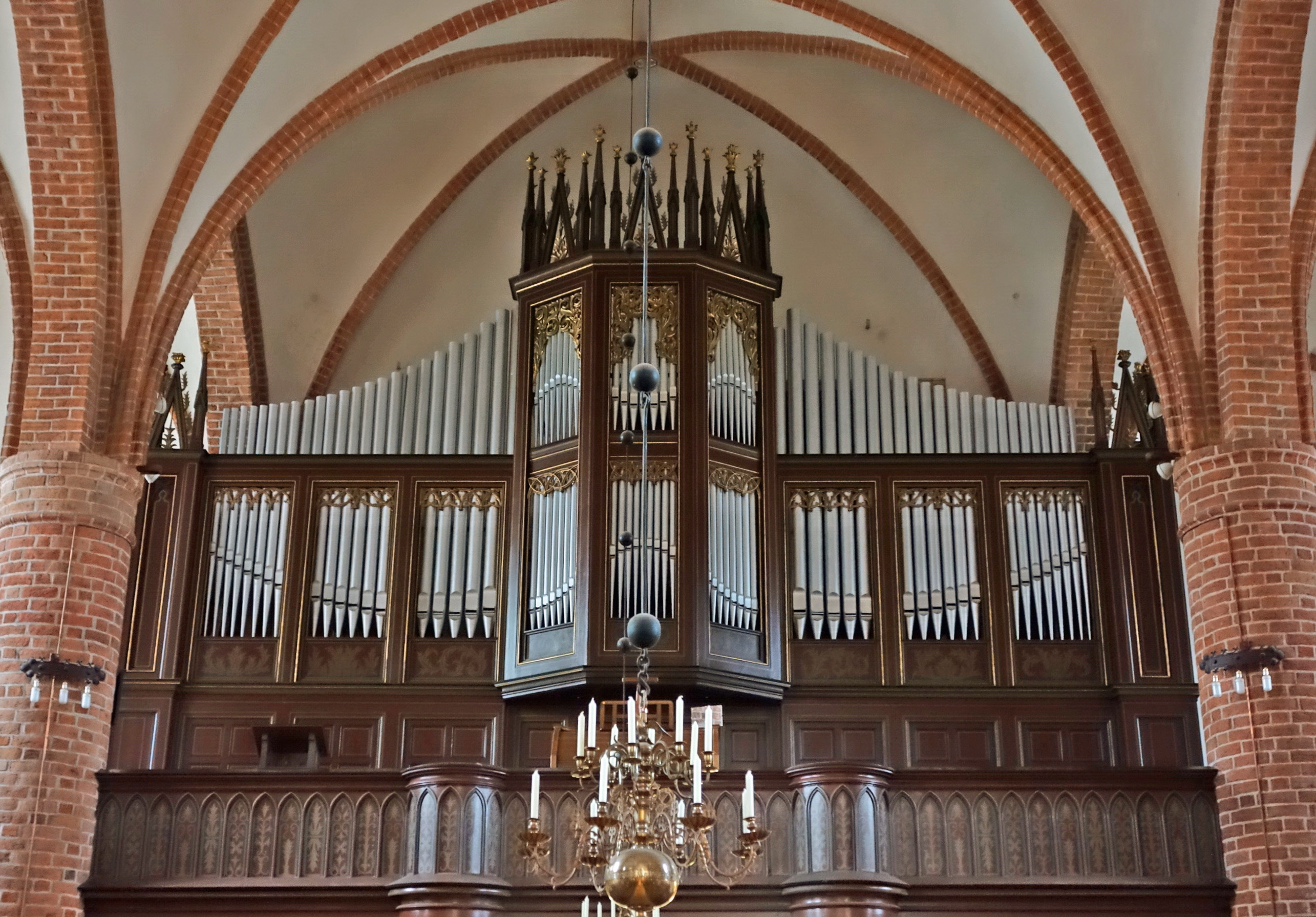
Jehmlich-Orgel von 1958 im Gehäuse der Vorgängerorgel

Von der einstigen Kirchenausstattung ist nicht viel erhalten: Es existieren noch das gotische Chorgestühl und der Levitensitz, die beide von um 1400 stammen, sowie ein großer fünfarmiger Messingleuchter, der 1475 vom Hamburger Gießer Harmen Bonstede hergestellt wurde. Weiterhin gibt es noch Hängeleuchter im Mittelschiff, von denen einer barocken Ursprungs (1685) ist, und ein Epitaph des Bürgermeisters Konow. Der Orgelbaumeister Johann Friedrich Turley, Sohn des Bäckers und Orgelbaumeisters Johann Tobias Turley, errichtete hier 1831 seine zweitgrößte Orgel mit 36 Registern. Das heutige pneumatische Werk mit 35 Registern wurde von der Werkstatt Gebrüder Jehmlich in Dresden 1958 in das Gehäuse der Vorgängerorgel von Faber & Greve (von 1913) eingebaut. Eine Überholung erfolgte 2016.